# Shiho Onodera
Shiho Onodera (小野寺 志保, 18 de novembre de 1973) és una exfutbolista japonesa.

## Selecció del Japó
Va debutar amb la selecció del Japó el 1995. Va disputar 23 partits amb la selecció del Japó. Ha disputat Copa del Món de 1995, 1999, 2003, Jocs Olímpics d'estiu de 1996 i 2004.

## Estadístiques
| Selecció del Japó | Selecció del Japó | Selecció del Japó |
| Anys              | Partits           | Gols              |
| ----------------- | ----------------- | ----------------- |
| 1995              | 4                 | 0                 |
| 1996              | 4                 | 0                 |
| 1997              | 0                 | 0                 |
| 1998              | 2                 | 0                 |
| 1999              | 1                 | 0                 |
| 2000              | 2                 | 0                 |
| 2001              | 3                 | 0                 |
| 2002              | 2                 | 0                 |
| 2003              | 2                 | 0                 |
| 2004              | 3                 | 0                 |
| Total             | 23                | 0                 |